# Ericus Erici (präst)
Ericus Erici, död 1606 i Stockholm, var en svensk präst.

## Biografi
Ericus Erici var 1593 hovpredikant hos hertig Karl, då han skrev under Uppsala möte. Han blev 4 augusti 1596 kyrkoherde i Norrmalms församling. Erici skrev sitt testamente 1606 och avled samma år i Stockholm.

## Familj
Erici var gift med Elisabeth Widichsdotter. Hon var dotter till Widich och Christina Jönsdotter. Efter Ericis död gifte Widichsdotter om sig med Lars Abrahamsson.

### referenser
1. 1 2 3 4 5 6  Gunnar Hellström, Stockholms stads herdaminne från reformationen intill tillkomsten av Stockholms stift : Biografisk matrikel, 1951, s. 309, läs online, läst: 22 juni 2022.[källa från Wikidata]
2. 1 2  Hellström, Gunnar (1951). Stockholms stads herdaminne från reformationen intill tillkomsten av Stockholms stift: biografisk matrikel. Monografier / utgivna av Stockholms kommunalförvaltning ; [11]. Stockholm: Stockholms kommunförvaltning. sid. 309. Libris 24465. https://runeberg.org/sthlmherd/0310.html